# Ilex nanchuanensis
Ilex nanchuanensis är en järneksväxtart som beskrevs av Z. M. Tan. Ilex nanchuanensis ingår i släktet järnekar, och familjen järneksväxter. Inga underarter finns listade i Catalogue of Life.